# Squich
Squich è un album del 2007 di Leone Di Lernia.

## Tracce
1. Tutti al mare con le figh
2. Ci hanno rotto i coglioni
3. Dura stu zoo
4. Bella figha
5. Pippo u fatuo
6. Su e Giù
7. Zoo volgare
8. Vacanze di merda
9. Sfigato 3 (Remix)
10. Squich
11. L'isola della fame
12. Sfigato 3
13. Il rap di casa Di Lernia

## Artista
- Leone Di Lernia